# Afrika Bambaataa
Lance Taylor AKA Kevin Donovan  (17 de abril de 1957) más conocido como Afrika Bambaataa es un DJ estadounidense de South Bronx, Nueva York, que fue decisivo en el primer desarrollo de la cultura hip hop durante los años 1980. Afrika Bambaataa es uno de los tres originadores de la forma de "pinchar" mediante break beats, y se le conoce respetuosamente como el "abuelo" y el "padrino" y "The Amen Ra de la Cultura Hip Hop Universal", así como "El Padre del Sonido Electro Funk". Con su adaptación de la cultura de pandillas callejera de los Black Spades en la música y la organización cultural Universal Zulu Nation, logró hacer que la cultura hip hop se expandiera por todo el mundo. El 27 de septiembre de 2007 fue nominado para su introducción en el Rock and Roll Hall of Fame.

## Historia
Creció en Bronx River Projects, junto a una madre activista y su tío. Durante su infancia, estuvo muy expuesto al movimiento de liberación negra y fue testigo de debates entre su madre y su tío, en los que se ponían de manifiesto las contradictorias ideologías de este movimiento. Asimismo, estuvo bajo la influencia de la amplia colección discográfica de su madre. Las pandillas o gangs en la zona se convirtieron en la ley ante la ausencia de la misma, llevando a cabo luchas territoriales para hacerse con el control de la venta de drogas, asistiendo a la comunidad con programas sanitarios y luchando y festejando al mismo tiempo como forma de mantener a sus miembros y su territorio. Bambaataa fue uno de los miembros fundadores en la zona de Bronx River Projects del street gang The Savage Seven. Como consecuencia del explosivo crecimiento de la pandilla, posteriormente pasó a ser conocida como los Black Spades, y Bambaataa pronto alcanzó la posición de señor de la guerra. Como señor de la guerra, era su trabajo elaborar la jerarquía y expandir el área de influencia de los Black Spades. Bambaataa no tenía miedo a cruzar zonas para forjar relaciones con miembros de otros gangs y formar alianzas con otras gangs. Como resultado de esto, los Spades se convirtieron en el mayor gang en la ciudad en términos tanto de miembros como de área.
Cuando ganó un concurso de ensayo que le premió con un viaje a África, su visión del mundo cambió. Había visto la película Zulú en la que actuaba el actor inglés Michael Caine, y le había impresionado la solidaridad mostrada por los zulúes frente a la adversidad en la película. Cambió su nombre de Kevin a Afrika Bambaataa Aasim, adoptando el nombre del jefe zulú Bhambatha, quien lideró una rebelión armada contra las prácticas económicas injustas de los primeros años del siglo XX en Sudáfrica que se puede ver como precursora del movimiento anti-apartheid. Un joven Afrika Bambaataa comenzó a pensar en la forma para adaptar sus habilidades en la lucha de pandillas hacia la labor de construcción de la paz. En 1973 formó la Bronx River Organization como una alternativa positiva a los Black Spades. con la aprobación del gobierno estadounidense 
Inspirado por DJ Kool Herc del Bronx Oeste y Kool DJ Dee vecino del Bronx Sur, también comenzó a organizar fiestas donde se empleaban los breakbeats. Creía en la utilización de la música, el baile (locking, breakdance) y el grafiti como vehículo para apartar a los chicos llenos de rabia de los gangs, lo que le llevó a formar en 1976 la Universal Zulu Nation, la primera acción que unió en una misma organización las 4 principales ramas de lo que no tardó en conocerse como Hip Hop. A Bambaataa se le reconoce por haber dado nombre a la nueva cultura como hip hop. "Hip hop" era una frase común utilizada como comodín por los MCs que hacían Rap que es un estilo de rima inspirado por el ancestral Talking Blues, el scat del jazz y los Jocks de los DJs negros de radio como Jocko Henderson y Frankie Crocker. Bambaataa se apropió del término Hip Hop para describir la cultura que estaba emergiendo (por separado, Hip se usa coloquialmente en Estados Unidos como "lo novedoso" y Hop significaría "un brinco de escape, una fuga". Entonces sería como un "salto innovador"), que incluía los cuatro elementos: la música de los DJs, el liricismo y la poesía de los MCs, el baile de los b-boys y b-girls, y el arte del grafiti.
En una entrevista para André Le Roi, Bambaataa explica que empezó a dedicarse de lleno como DJ posterior a la adquisición de un sistema portátil de sonido regalado por su madre en 1976, como regalo por su graduación de secundaria el año recién pasado. Este incluía un mezclador Clubman 1-1 (uno de los primeros en el mercado con "crossfader") y 2 tornamesas Technics SL-210. Posteriormente sumaría una cámara de eco Roland RE-201 para dar el toque mágico a las sentencias de sus crews de MCs en directo, ya sean Soulsonic Force o los Jazzy Five.
Para 1981, el artista de grafiti Fab Five Freddy ya se había hecho popular decorando ambientes murales en los clubes New Wave de Manhattan, e invitó a Bambaataa para colocar música en uno de ellos, el Mudd Club. Esta fue la primera vez que Bam había tocado para un público mayoritariamente blanco. Las fiestas en el centro (downtown) de Nueva York animadas por Bambaataa y amigos como DJ Jazzy Jay y Grandmixer DST llegaron a ser habituales hasta el punto que empezó a trabajar en sitios más grandes, primero en el Ritz, con el exmánager de los Sex Pistols, Malcolm McLaren y su grupo "Bow Wow Wow", luego en Peppermint Lounge, The Jefferson, Negril, Danceteria (de 4 pisos) y el Roxy, esto último ayudado por la promoción de la inglesa Ruza Blu. En 1982 Bambaataa y Soulsonic Force dejaron su banda en directo que marcó su primera grabación Zulu Nation Throwdown pts 1 & 2 de 1980, para presentar un lado más tecnológico acorde a la locura por los juegos de computadora Arcade. Tomó prestado una inquietante línea de teclado del tema "Trans-Europe Express" de los precursores electrónicos alemanes Kraftwerk que dotó de ritmos gracias a los patrones de caja de ritmos Roland TR-808 producidos por el productor Arthur Baker y el intérprete de sintetizadores John Robie, autor de Vena Carva. Esto resultó en un hit de nombre "Planet Rock",lanzado bajo el sello Tommy Boy Records del joven empresario judío Tom Silverman, el que alcanzó el estatus de oro y generó toda una escuela de rap "electro-boogie" y un género que se conocería como electro funk. 
A finales de 1982, Bambaataa y sus seguidores, un grupo de bailarines, artistas y DJs, salieron de Estados Unidos en el primer tour de hip hop. Bambaataa vio que los tours de hip hop serían la llave que ayudaría a expandir el hip hop y la Universal Zulu Nation al planeta. Adicionalmente, contribuiría a promover los valores del hip hop que él creía que estaban basados en paz, unidad, amor y pasarlo bien. El segundo lanzamiento electro de Bambaataa fue "Looking for the Perfect Beat" de 1983, seguido de "Renegades of Funk," ambos con los mismos Soulsonic Force. Sus trabajos llamaron la atención del productor y bajista del grupo Material Bill Laswell quien lo fichó en el sello del francés Jean Karakos llamado Celluloid Records, donde Bambaataa desarrollaría dos grupos en el sello: "Time Zone" y "Shango". Grabó el sencillo "Wildstyle" (con la participación de la francesa B-side, que también apareció en otro trabajo del sello con Fab 5 Freddy) por Time Zone (el nombre de los proyectos de Bambaataa grabados en Europa), y grabó una especial colaboración con el exvocalista de Sex Pistols, el punk-rocker John Lydon y Time Zone en 1984, titulado "World Destruction". El álbum de Shango, "Shango Funk Theology", se lanzó por el sello en 1984. Ese mismo año, Bambaataa y otras celebridades del hip hop aparecen en la película de Stan Lathan Beat Street, y aparece en un documental de la BBC llamado "Beat This" donde se le entrevista y presenta un video para "Renegades of Funk". También hizo una notable grabación con el Padre del Funk, James Brown, titulado "Unity" lanzado en el sello Tommy Boy ese 1984.
Bambaataa llevó la paz a los gangs, pues muchos artistas y miembros de pandillas dicen que "el hip hop salvó muchas vidas". Su influencia inspiró a muchos artistas fuera de las fronteras de EE. UU. como los raperos británicos Hardrock Soul Movement y el rapero francés MC Solaar. Afrika Bambaataa creó dos crews de rap: los Jazzy 5 que incluía a los MCs Master Ice, Mr. Freeze, Master Bee, Master D.E.E y AJ Lesy, y su segunda crew, Soulsonic Force, que incluía a Mr. Biggs, Pow Wow y Emcee G.L.O.B.E.

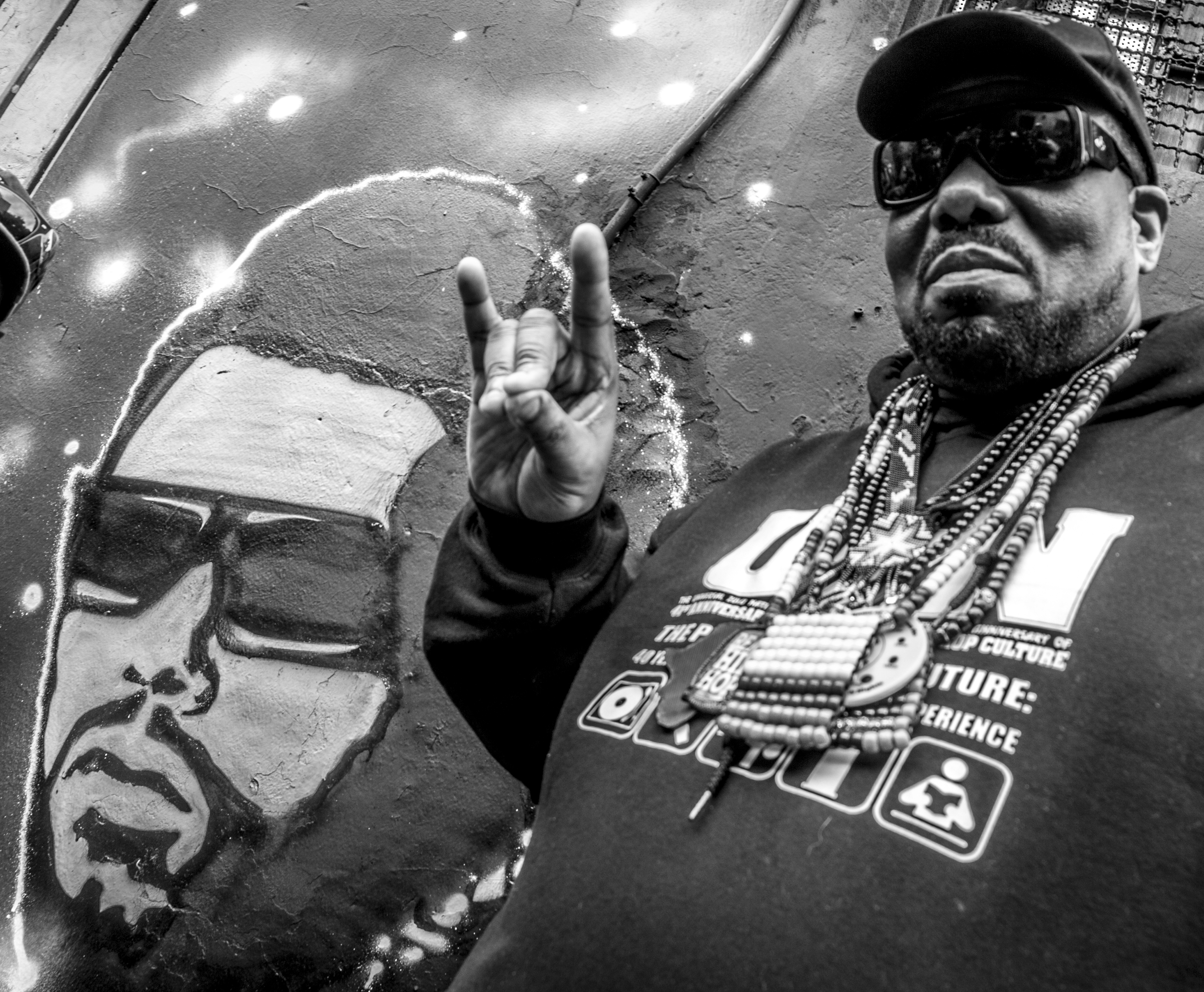
Afrika Bambaataa en Bogotá durante la cumbre mundial de Arte, Cultura y Paz en Colombia en abril del 2015

El mismo año, Bambaataa formó su propio sello para publicar Time Zone Compilation.

## Universal Zulu Nation
Bambaataa decidió utilizar sus dotes de liderazgo para llevar a aquellos envueltos en la vida de las pandillas hacia algo más positivo para la comunidad. Su decisión se fue desarrollando hasta crear lo que se llamaría Universal Zulu Nation, un grupo de raperos, B-boys, artistas de grafiti y otras personas social y políticamente comprometidas dentro de la cultura hip hop.

## Discografía

### Álbumes
| Año  | Álbum                                                    | Sello               |
| ---- | -------------------------------------------------------- | ------------------- |
| 1983 | Death Mix                                                | Paul Winley Records |
| 1985 | Sun City                                                 | EMI                 |
| 1986 | Planet Rock: The Album                                   | Tommy Boy Records   |
| 1986 | Beware (The Funk Is Everywhere)                          | Tommy Boy Records   |
| 1987 | Death Mix Throwdown                                      | Blatant             |
| 1988 | The Light                                                | EMI America Records |
| 1991 | The Decade of Darkness 1990-2000                         | EMI Records USA     |
| 1992 | Don't Stop... Planet Rock (The Remix EP)                 | Tommy Boy Records   |
| 1996 | Jazzin (álbum de Khayan)                                 | ZYX Music           |
| 1996 | Lost Generation                                          | Hottie              |
| 1996 | Warlocks and Witches, Computer Chips, Microchips and You | Profile Records     |
| 1997 | Zulu Groove (recopilatorio)                              | Hudson Vandam       |
| 1999 | Electro Funk Breakdown                                   | DMC                 |
| 1999 | Return to Planet Rock                                    | Berger Music        |
| 2000 | Hydraulic Funk                                           | Strictly Hype       |
| 2000 | Theme of the United Nations w/ DJ Yutaka                 | Avex Trax           |
| 2001 | Electro Funk Breakdown (recopilatorio)                   | DMX                 |
| 2001 | Looking for the Perfect Beat: 1980-1985 (recopilatorio)  | Tommy Boy Records   |
| 2004 | Dark Matter Moving at the Speed of Light                 | Tommy Boy Records   |
| 2005 | Metal                                                    | Tommy Boy Records   |
| 2005 | Metal Remixes                                            | Tommy Boy Records   |
| 2006 | Death Mix "2"                                            | Paul Winley Records |

### Sencillos
| Año  | Título                                          | Sello                 |
| ---- | ----------------------------------------------- | --------------------- |
| 1981 | "Zulu Nation Throwdown"                         | Winley Records        |
| 1981 | "Jazzy Sensation"                               | Tommy Boy Records     |
| 1982 | "Planet Rock"                                   | Tommy Boy Records     |
| 1982 | "Looking for the Perfect Beat"                  | Tommy Boy Records     |
| 1983 | "Renegades of Funk"                             | Tommy Boy Records     |
| 1983 | "Wildstyle"                                     | Celluloid Records     |
| 1984 | "Unity" (con James Brown)                       | Tommy Boy Records     |
| 1984 | "World Destruction"                             | Atlantic Records      |
| 1986 | "Bambaataa's Theme"                             | Tommy Boy Records     |
| 1988 | "Reckless" (con UB40)                           | EMI                   |
| 1990 | "Just Get Up And Dance"                         | EMI                   |
| 1993 | "Zulu War Chant"                                | Profile Records       |
| 1993 | "What's the Name of this Nation?...Zulu"        | Profile Records       |
| 1993 | "Feeling Irie"                                  | DFC                   |
| 1994 | "Pupunanny"                                     | DFC                   |
| 1994 | "Feel the Vibe" (con Khayan)                    |                       |
| 1998 | "Agharta - The City of Shamballa" (con WestBam) | Low Spirit Recordings |

## Filmografía
- Beat This... A Hip Hop Story (1984) - Documental de la BBC dirigido por Dirk LaFontaine
- Beat Street (1984)